# Посредник печатного дела
«Посре́дник печа́тного де́ла» — иллюстрированный журнал издательской деятельности, выходивший в Российской империи в Санкт-Петербурге в 1891—1892 годах под редакцией П. К. Селивёрстова. В 1891 году выходил с периодичностью два раза в месяц, в 1892 («Ежемесячный иллюстрированный журнал издательской деятельности и графических искусств») — ежемесячно. Всего вышло 14 номеров. На страницах журнала помещались распоряжения Комитета печати, сведения о новых повременных (периодических) изданиях, библиографии, статьи об издательском и типографском деле, известных издателях и т. д. С 1892 в нём печатались статьи о типографском и литографском деле, гравёрном искусстве и т. д.
Журнал издавался Д. Д. Фёдоровым, сыном крупного петербургского издателя и книгопродавца второй половины XIX века Д. Ф. Фёдорова (1822—1880), который после смерти отца возглавил его дело. Фёдоров-сын сменил вектор развития семейного предприятия и от массовой художественной литературы перешёл к изданию музыкальных произведений, а также начал выпускать журнал «Посредник печатного дела». Доктор исторических наук Т. Г. Куприянова писала, что основной целью деятельности Д. Д. Фёдорова было «продолжить семейную традицию и быть посредником для читателей провинциальной России». Н. И. Свешников, книготорговец, в своих мемуарах «Воспоминания пропащего человека» писал о судьбе издательства: «После смерти Дмитрий Фёдоров оставил наследникам значительный капитал и более чем на сто тысяч рублей книжного товара. Сын его, Дм. Дм., выдав прочим наследникам деньги за их части, сделался полным хозяином отцовской фирмы; но он не сумел вести дело или, вернее сказать, взялся не за своё дело и не по средствам. Он увлёкся изданием нот и, кроме того, предпринял два периодических издания: „Посредник печатного дела“» и иллюстрированный журнал„ Наше время“, которые втянули его в долги и быстро расстроили дела». В связи с этим Фёдоров-сын вынужден был прекратить дела и продать товар книжным торговцам.